# Rent-a-Goalie
Rent-a-Goalie è una serie televisiva televisiva canadese andata in onda su Showcase dal 2006 al 2008. La prima stagione è stata nominata per tre premi Gemini, tra cui la Best Comedy Series.